# クラスヌイ・ホルム
座標: 北緯58度03分 東経37度07分 / 北緯58.050度 東経37.117度

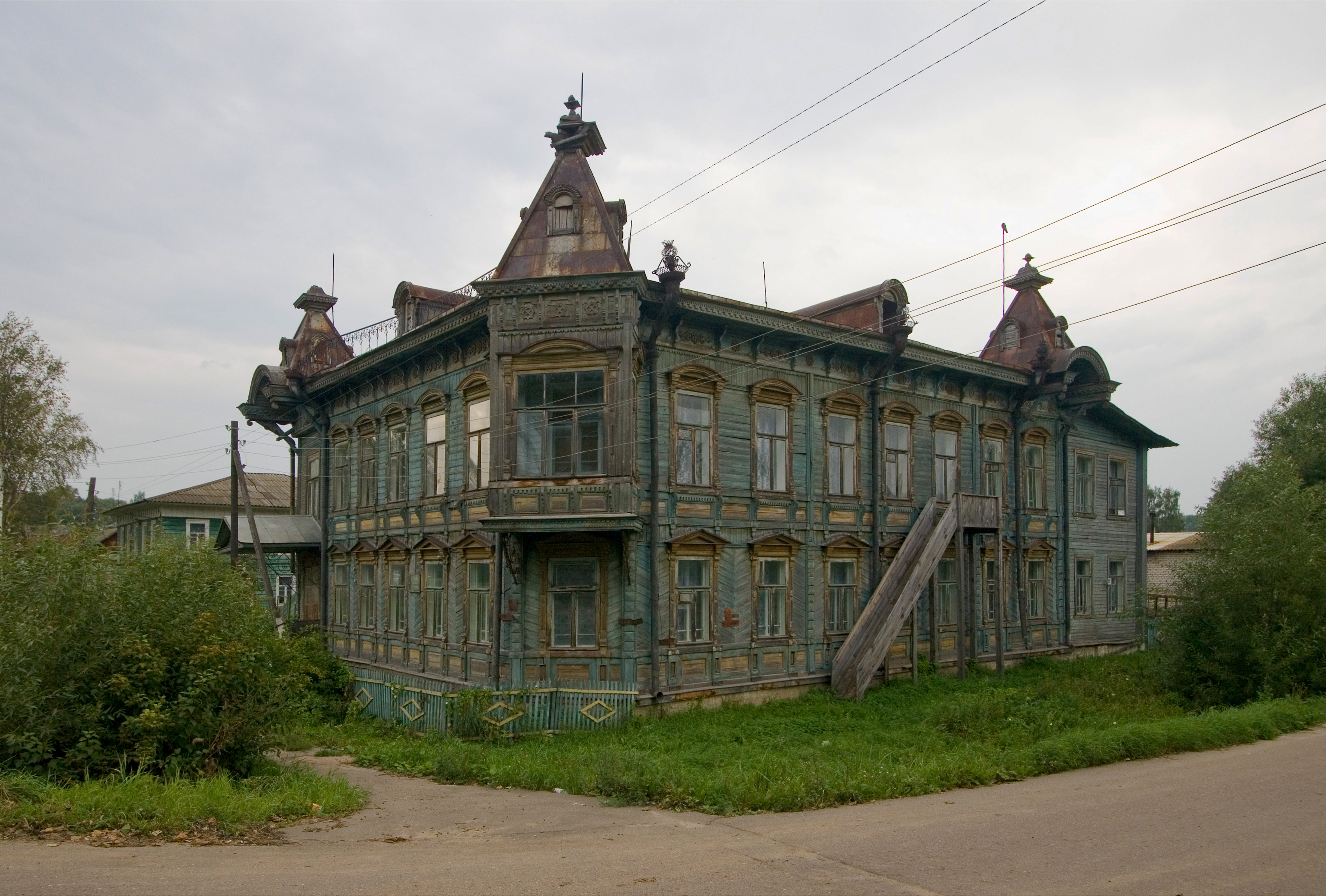

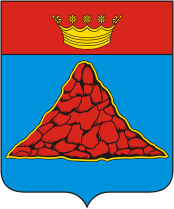
クラスヌイ・ホルムの紋章

クラスヌイ・ホルム（ロシア語: Кра́сный Холм, Krasny Kholm）は、ロシアのトヴェリ州にある町。人口は4,998人（2021年）。州都トヴェリから北東へ175km。モスクワからサヴョロヴォ・ソンコヴォを経てきた鉄道が通り、この50kmほど北でヴェシエゴンスク行きとペストヴォ-サンクトペテルブルク行きに分かれている。ヴォルガ川支流のネレディナ川とモゴチャ川が流れる。モロガ低地に位置し、東には人造湖ルイビンスク湖がある。街の名は「赤い丘」の意味。

## 歴史
クラスヌイ・ホルムは1518年にスパス＝ナ＝ホルム（Спас на Холму、丘の上の救世主（聖堂））の名で文献に初出する。この村は、1764年に世俗化されるまで近くのアントニエフ・聖ニコラス修道院の領地であった。17世紀初頭の動乱時代にはポーランド・リトアニア共和国軍により修道院も村も破壊された。1776年には市として認められ、現在の名になった。1899年にはサンクトペテルブルクからクラスヌイ・ホルム、ソンコヴォを経て東のルイビンスクまでの鉄道が開通し、クラスヌイ・ホルムは物産の集積地として栄え開発が進んだ。
町から数kmのモロガ川沿いには、町の誕生のもとになったアントニエフ修道院の廃墟が建つ。この修道院の聖堂は1481年、モスクワ大公ヴァシーリー2世の第三子アンドレイ・ボルショイにより建設がはじめられ、1493年に献堂されその半世紀後に石灰岩で建て直された。トヴェリ州内最古の建物の一つであるこの聖堂はソビエト連邦時代に破壊された。聖堂は屋根を失い廃墟となったが、荒廃した外壁が今も建っている。修道院のその他の聖堂や建物は16世紀から17世紀に遡るが、いずれも完全に破壊されている。

## 経済
クラスヌイ・ホルムには繊維、機械、食品などの工場が立地する。